# John McCarthy
Pour les articles homonymes, voir John MacCarthy (homonymie) et Mac Carthy.
John McCarthy est un mathématicien, informaticien et professeur universitaire américain, né le 4 septembre 1927 à Boston (Massachusetts) et mort le 24 octobre 2011 à Stanford (Californie). Il est le principal pionnier de l'intelligence artificielle avec Marvin Minsky. Il incarne le courant mettant l'accent sur la logique symbolique.
À la fin des années 1950, après un doctorat en mathématiques, il crée avec Fernando Corbató la technique du temps partagé, qui permet à plusieurs utilisateurs d'employer simultanément un même ordinateur. Il est également le créateur du langage Lisp, a influencé la conception du langage Algol, popularisé le temps partagé et créé le ramasse-miettes. Il reçoit le prix Turing en 1971 pour ses travaux en intelligence artificielle.

## Adolescence et études
John McCarthy est né à Boston, dans le Massachusetts le 4 septembre 1927 d'un père immigrant Irlandais, John Patrick, et d'une mère juive lituanienne immigrante, Ida Glatt McCarthy. Il a été contraint de voyager fréquemment, jusqu'à ce que son père trouve un travail à Los Angeles, en Californie.
McCarthy a dès son jeune âge montré un intérêt pour les mathématiques. Pendant l'adolescence, il apprend les mathématiques en autodidacte, grâce aux livres de l'Institut technologique de Californie (Caltech). De fait, à son entrée à Caltech, ses connaissances lui permettent de passer les deux premières années de mathématiques.
Après l’obtention du diplôme en 1948, McCarthy continue les études à Caltech, pour finalement passer un doctorat de mathématiques à l'université de Princeton, en 1951.
À cette époque, McCarthy se marie à Vera Watson, une développeuse et alpiniste, morte en 1978 alors qu'elle tentait l’ascension de l'Annapurna I.

## Carrière informatique
En 1956, il préside la conférence de Dartmouth, lors de laquelle il présente le principe d'élagage alpha-bêta, un algorithme d'évaluation jouant un rôle majeur dans la programmation en intelligence artificielle, notamment utilisé par la grande majorité des programmes d'échecs. Vers les années 1960, le programme Kotok-McCarthy, dont il est à l'origine, est l'un des plus performants. Il est également l'inventeur en 1958 du langage Lisp. Il quitte le MIT en 1962 pour créer le laboratoire d'intelligence artificielle de l'université Stanford. À partir de 1962, McCarthy est professeur à l'université Stanford, jusqu'à ce qu'il prenne sa retraite en 2000. Il est aussi l'un des pionniers du cloud computing . Il reçoit le prix Turing en 1971 pour ses travaux en intelligence artificielle.
Pendant sa retraite, il écrit une nouvelle de science-fiction, intitulée Le Robot et le bébé, « pour illustrer en partie ce que les robots domestiques devraient être ».

## Publications majeures
- Programs with Common Sense, in Proceedings of the Teddington Conference on the Mechanization of Thought Processes, 756-91. London: Her Majesty's Stationery Office, 1959[8]
- Recursive functions of symbolic expressions and their computation by machine, Communications of the ACM 3(4):184-195, 1960[9]
- A basis for a mathematical theory of computation, in Computer Programming and formal systems. North-Holland, 1963
- Situations, actions, and causal laws. Technical report, université Stanford, 1963.
- Avec P. J. Hayes, Some philosophical problems from the standpoint of artificial intelligence, in Meltzer, B., and Michie, D., eds., Machine Intelligence 4. Édimbourg, Edinburgh University Press. 463-502, 1969[10]
- Epistemological problems of artificial intelligence, in IJCAI, 1038-1044, 1977
- Circumscription: A form of non-monotonic reasoning, Artificial Intelligence 13(1-2):23-79, 1980
- Applications of circumscription to common sense reasoning, Artificial Intelligence 28(1):89-116, 1986
- Generality in artificial intelligence, in Lifschitz, V., ed., Formalizing Common Sense. Ablex. 226-236, 1990
- Notes on formalizing context, in IJCAI, 555-562, 1993
- Avec S. Buvac, Formalizing context: Expanded notes, in Aliseda, A.; van Glabbeek, R.; and Westerstahl, D., eds., Computing Natural Language, université Stanford, 1997
- Elaboration tolerance, in Working Papers of the Fourth International Symposium on Logical formalizations of Commonsense Reasoning, Commonsense-1998, 1998
- Avec T. Costello, Useful counterfactuals, Electronic Transactions on Artificial Intelligence 3(A):51-76, 1999
- Actions and other events in situation calculus, in Fensel, D.; Giunchiglia, F.; McGuinness, D.; et Williams, M., eds., Proceedings of KR-2002, 615-628, 2002.

## Récompenses
- Prix Turing de l’Association for Computing Machinery (1971).
- Prix Kyoto (1988).
- National Medal of Science ( États-Unis) en mathématiques, statistiques et informatique (1991).
- Membre du Musée de l'histoire de l'ordinateur (1999)
- Médaille Benjamin Franklin en informatique et sciences cognitives de la part du Franklin Institute (2003).
- Introduit à IEEE Intelligent Systems (2011), pour ses contributions dans la recherche sur l'intelligence artificielle et les systèmes intelligents[11],[12].